# Karl I av Württemberg

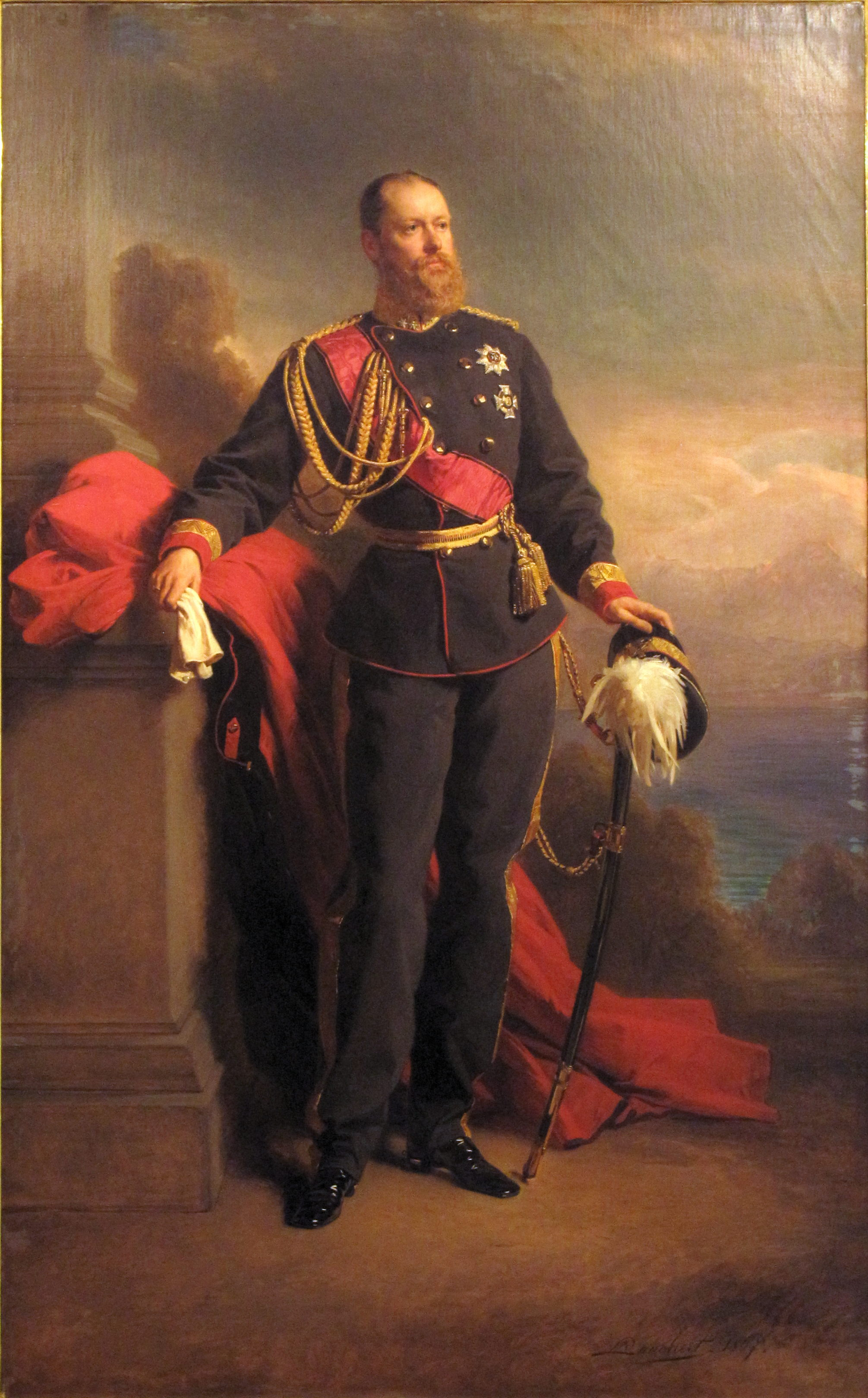
Porträtt av Karl I, målad av Richard Lauchert 1867.

Karl I av Württemberg (tyska: Karl Friedrich Alexander, König von Württemberg), född 6 mars 1823 i Stuttgart, död 6 oktober 1891, var den tredje kungen av Württemberg, från den 25 juni 1864 till sin död 1891.

## Biografi
Han föddes som kronprins av Württemberg som son till kung Vilhelm I (1781–1864) och hans tredje maka Pauline av Württemberg (1800–1873). Syster till Sophie av Württemberg, sedermera drottning av Nederländerna.
Han studerade vid Tübingens universitet och Humboldtuniversitetet i Berlin.
18 januari 1846 förlovade han sig med Olga Nikolajevna av Ryssland i Palermo. Den 13 juli 1846 gifte de sig på Peterhof utanför Sankt Petersburg. Olga var dotter till tsar Nikolaj I och Charlotte av Preussen. 23 september samma år flyttade paret till Stuttgart under stort jubel bland befolkningen.
Karl efterträdde sin far 1864 och Olga blev drottning av Württemberg. Han besteg tronen 12 juli 1864. Han var mer liberal än sin far och återinförde press- och föreningsfriheten. 1868 infördes allmän rösträtt för ledamöterna i andrakammaren. Under hans tid skedde ett fjärmande från bundsförvanten Österrike till förmån för Preussen. Württemberg gick med på upplösningen av Tyska förbundet och gick med i en hemlig pakt med Preussen som offentliggjordes 1867. Officiellt var man fortfarande anti-preussiskt.
I slutet av oktober 1870 drog sig kungen tillbaka till Friedrichshafen. Han var också under perioder i Nice. Kungens frånvaro gjorde att regeringen fick fria händer. Samtidigt fick man stora problem med dokument som krävde kungens underskrift vilket försenade arbetet inom förvaltningen. I november gick Württemberg som sista stat med i det Nordtyska förbundet och deltog på Preussens sida i det tysk-franska kriget.
När Württemberg blev en delstat i Tyska riket 1871 förlorades den egna suveräniteten och man förlorade sin internationella ställning. Württemberg behöll däremot fortfarande den egna militära förvaltningen, kontrollerade sina finanser, järnväg, post- och telegrafväsende och kultur.
1870 adopterade Karl och Olga hennes brorsdotter Vera Konstantinova, dotter till hennes bror storfurst Konstantin Nikolajevitj av Ryssland. Paret fick inga egna barn på grund av Karls homosexualitet. Karl blev på grund av sin sexuella läggning föremål för flera skandaler. Den mest beryktade var med amerikanen Charles Woodcock, en före detta kammarherre som Karl gjorde till baron 1888. Protesterna gjorde att kungen fick ta avstånd ifrån favoriten.
Han dog i  Stuttgart den 6 oktober 1891 och efterträddes som kung av Württemberg av sin systerson Vilhelm II av Württemberg.
Han är begravd tillsammans med sin hustru i Gamla slottet i Stuttgart.